# Slag om Westerplatte
De Slag om Westerplatte was een veldslag die, als onderdeel van de Poolse Veldtocht, het begin inluidde van de Tweede Wereldoorlog. Tijdens de eerste week van september 1939 wist een militair spoorwegstation (Pools: Wojskowa Składnica Tranzytowa), bemand door 209 Poolse soldaten, een week lang stand te houden tegen circa 3.400 Wehrmachtsoldaten. De verdediging van de Westerplatte gold als een inspiratiebron voor de Poolse strijdkrachten tijdens de rest van de Tweede Wereldoorlog, en wordt sindsdien gezien als belangrijk symbool van het verzet van de Poolse strijdkrachten tegen nazi-Duitsland.

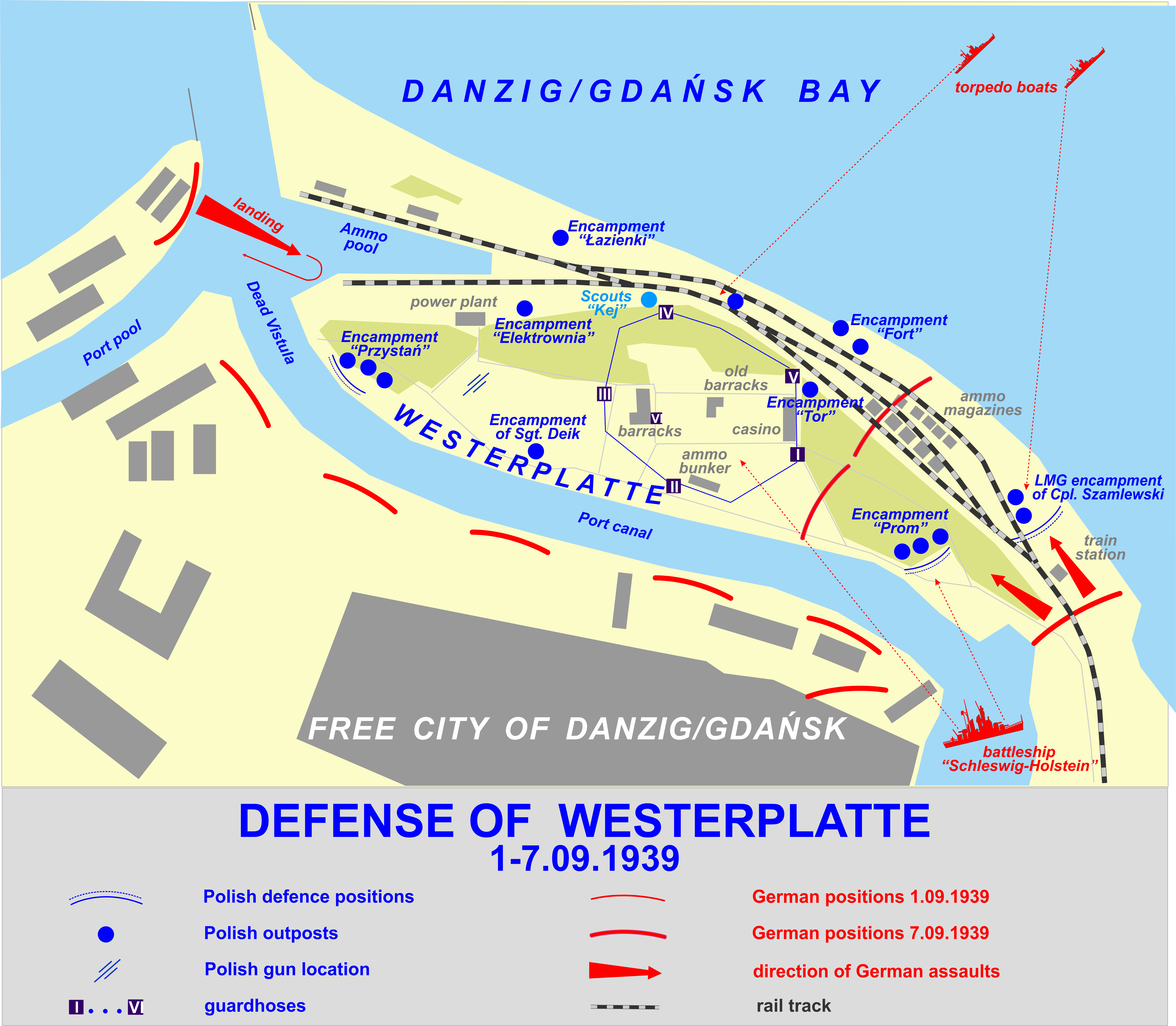
Westerplatte tijdens de slag